# Вільнянська волость
Вільнянська волость — адміністративно-територіальна одиниця Новомосковського повіту Катеринославської губернії.
У складі було 5 поселень, 5 громад. Населення 2570 осіб (1235 осіб чоловічої статі і 1235 — жіночої), 450 дворових господарств.
|                     | Площа, десятин | У тому числі орної, десятин |
| ------------------- | -------------- | --------------------------- |
| Сільських громад    | 2642           | 2039                        |
| Приватної власності | 18361          | 2987                        |
| Іншої власності     | 120            | 60                          |
| Загалом             | 21123          | 5086                        |

Найбільше поселення волості:
- Вільне — слобода над річкою Самара і ставом Вільнянка річки Вільнянка, 1466 осіб, православна церква.